# Johan Cruyff Arena
El Johan Cruyff Arena es un recinto deportivo ubicado en la ciudad de Ámsterdam (Países Bajos). Destinado principalmente a la práctica del fútbol, es el estadio donde el Ajax de Ámsterdam, disputa sus partidos de la Eredivisie como local. También acoge gran parte de los encuentros internacionales de la selección neerlandesa.
Fue inaugurado el 14 de agosto de 1996. Es el primer estadio europeo con techo retráctil. La construcción tuvo un coste de 140 millones de euros. Es el recinto deportivo de mayor capacidad de Países Bajos, con 54 990 espectadores; está catalogado como de élite (categoría 4) por la UEFA. El estadio se conocía como Amsterdam Arena hasta 2018, cuando fue rebautizado en honor al futbolista Johan Cruyff, figura del fútbol holandés entre 1964 y 1984.
Fue uno de los estadios utilizados durante la Eurocopa 2000, disputada en Bélgica y los Países Bajos. También se celebró la final de la Liga de Campeones de la UEFA de 1998 y la final de la Liga de Europa de la UEFA de 2013. El estadio también acogió tres partidos de la fase de grupos y un partido de octavos de final de la Eurocopa 2020, celebrada en toda Europa.
El estadio cuenta con una cubierta retráctil y es uno de los primeros en Europa con esta característica. Posee una capacidad para 68 000 personas durante los conciertos, con un escenario central, y de 50 000 para conciertos en los que el escenario se encuentra en uno de los laterales del campo. Dada su polivalencia, ha albergado presentaciones de artistas internacionales como Maradona, Michael Jackson, David Bowie, AC/DC, The Rolling Stones, Beyoncé y Rihanna.

## Historia

#### Planificación
Ámsterdam fue una de las seis ciudades que postularon para albergar los Juegos Olímpicos de Verano de 1992, para esto en 1986 se diseñó un nuevo estadio olímpico, con un campo de fútbol y una pista de atletismo, los cuales se iban a construir en el área de Strandvliet en Amsterdam Zuidoost. Después de que perdiesen la candidatura ante Barcelona en octubre de 1986, se abandonaron los planes para el nuevo estadio. En 1987, se estableció la Fundación de Deportes de Ámsterdam, la cual retomó los nuevos planes para un estadio deportivo para la ciudad con una capacidad para 55.000 personas. En 1990, se definió un diseño basado en los dos diseños anteriores, incluyendo adicionalmente una cubierta por un techo. Paralelamente en ese momento, el Ajax de Ámsterdam necesitaba un nuevo estadio, ya que su estadio anterior, el Estadio De Meer, era pequeño para los partidos dada la popularidad que iba ganando el club. Luego de la demolición de este, el equipo ajacieden se debió trasladar al Estadio Olímpico de Ámsterdam.
En 1992, el Gobierno de Ámsterdam autorizó los planos del estadio con un Transferium donde las personas podían trasladarse desde su automóvil a diversas formas de transporte público, cuya planificación ya no consideraba una pista de atletismo y poseía una cubierta retráctil, pionero en Europa. En 1993, se otorgó el permiso definitivo para construir el recinto deportivo que sería la nueva sede local del Ajax de Ámsterdam.

#### Construcción
La primera piedra fue colocada el 26 de noviembre de 1993. Los trabajos de construcción, emprendidos por las empresas constructoras Ballast Nedam y Royal BAM Group, tardaron casi tres años para su concreción. El punto más alto del edificio se alcanzó el 24 de febrero de 1995, luego de que se colocara la construcción del techo. A lo largo de su construcción, el estadio recibió 180.000 visitantes, hasta que finalizaron sus obras el 1 de julio de 1996 hasta la ceremonia de inauguración.
El estadio fue inaugurado oficialmente el 14 de agosto de 1996, en un partido entre el Ajax y el A. C. Milan, que finalizó 0:3 a favor del equipo italiano. La ceremonia inaugural contó con la presencia de la reina Beatriz I de los Países Bajos. De esta manera, se inauguró el primer estadio de Europa que contaba con techo retráctil.

#### Recepción de eventos

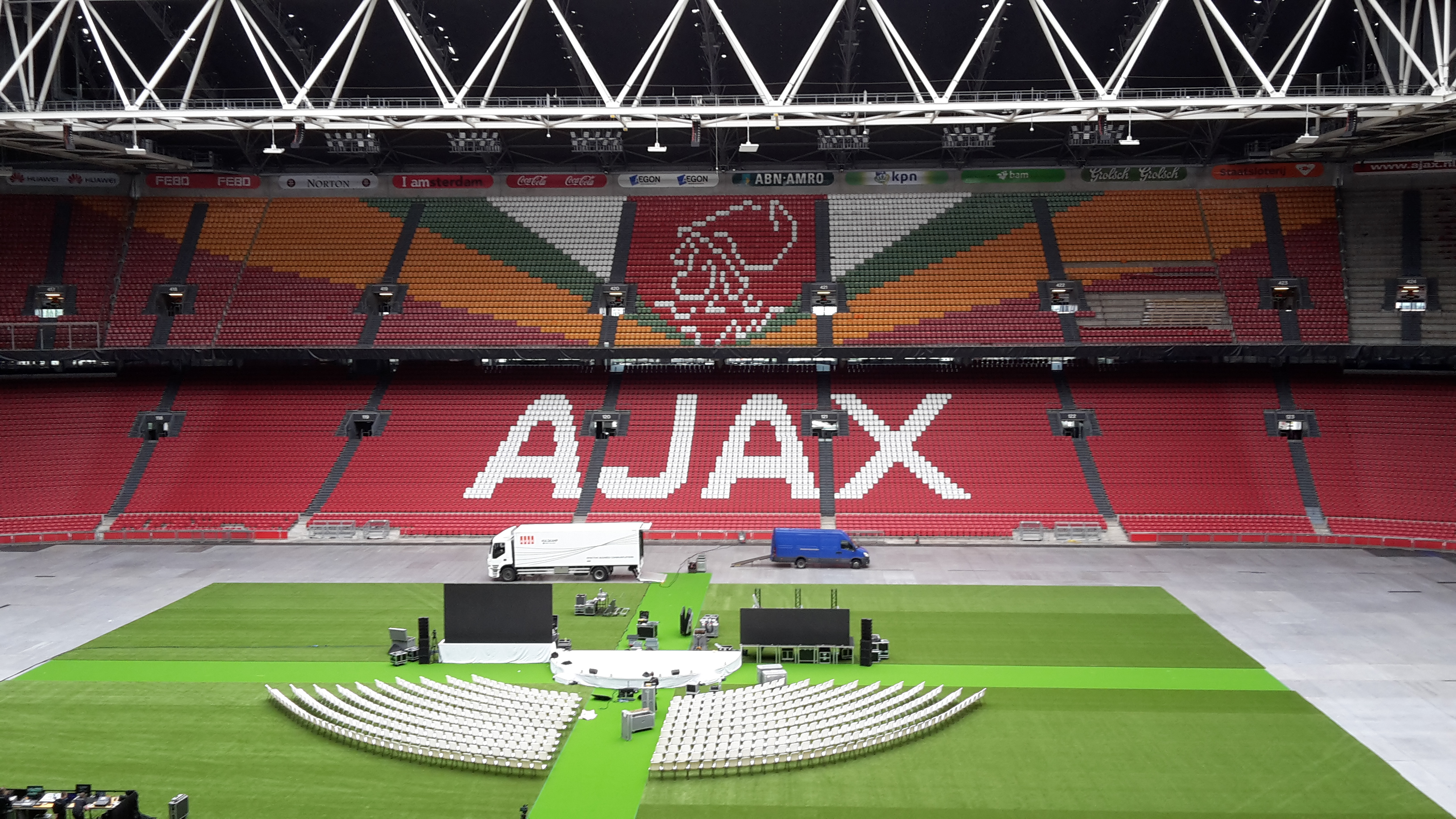
Graderías del estadio.

El estadio albergó el 20 de mayo de 1998, la Final de la Liga de Campeones 1997-98, que enfrentó al Real Madrid con la Juventus.
El estadio, fue una de las cuatro sedes neerlandesas de la Eurocopa 2000 y acogió tres encuentros de la fase de grupos del torneo (entre ellos la victoria de España ante Eslovenia por 2:1), un partido de cuartos de final y la semifinal entre la selección anfitriona de Países Bajos ante Italia.
El estadio albergó el 15 de mayo de 2013, la final de la UEFA Europa League 2012/13, que enfrentó al Chelsea Football Club con el Benfica, con victoria para los ingleses que vencieron con el gol de Branislav Ivanovic, 2:1 al equipo portugués.

#### Remodelación exterior
En septiembre de 2015 se presentaron planes para renovar la fachada del estadio, la cual proporciona una mejora en la calidad y en los servicios para los visitantes al ensanchar los anillos de la pasarela alrededor del estadio, creando más espacio para los visitantes y para nuevas instalaciones. Como resultado, el exterior del estadio se transforma de una forma cóncava a una convexa, alterando el perfil del complejo deportivo. Las obras de construcción comenzaron en junio de 2017, completando la construcción de la nueva fachada en abril de 2018. Está previsto que la renovación se complete para el inicio de la Eurocopa 2020, al haber sido seleccionado como una de las sedes. De esta forma se buscaría que el estadio tenga un aumento a 56,120 espectadores.

#### Cambio de nombre
El 25 de abril de 2017, se anunció que el Amsterdam Arena pasaría a llamarse «Johan Cruijff Arena» en memoria de la leyenda del Ajax, Johan Cruyff. Posteriormente ese mismo año, el 9 de agosto, se afirmó que el cambio de nombre se llevaría a cabo el 25 de octubre de 2017. El 5 de abril de 2018, se anunció que el estadio cambiaría oficialmente de nombre al comienzo de la temporada de fútbol 2018-19. El nuevo logo del estadio fue revelado el 25 de abril de 2018, para el cumpleaños de Johan Cruyff. Posteriormente, el 18 de enero de 2019 es inaugurado en el estadio un busto en honor al referente ajacieden.

## Instalaciones

### Arquitectura
El Johan Cruyff Arena fue el primer estadio de Europa en contar con techo retráctil. Este techo está conformado por dos paneles replegables de aproximadamente 400 t cada uno. Los dos paneles, de 40 x 118 m, pueden techar al estadio en 20 min, gracias a la ayuda de ocho motores que permiten el movimiento de la estructura.

### Características
El recinto deportivo posee un palco real de 50 asientos acondicionados para la familia real de la Casa de Orange-Nassau. La tribuna de prensa posee 230 asientos, de los cuales 122 son para periodistas de prensa escrita, 50 para comentaristas deportivos y 52 para observadores. Además, el estadio cuenta con 62 localidades para discapacitados y sus respectivos invitados.
El complejo está construido sobre una carretera y cuenta con 12 500 estacionamientos.
La administración del recinto deportivo ha buscado posicionar al Arena como uno de los estadios más sustentables del continente, esto a partir del uso de energía renovable teniendo en el techo 4200 placas solares para dar energía al estadio, combinado un sistema de baterías de vehículos eléctricos nuevas y usadas.

## Acceso

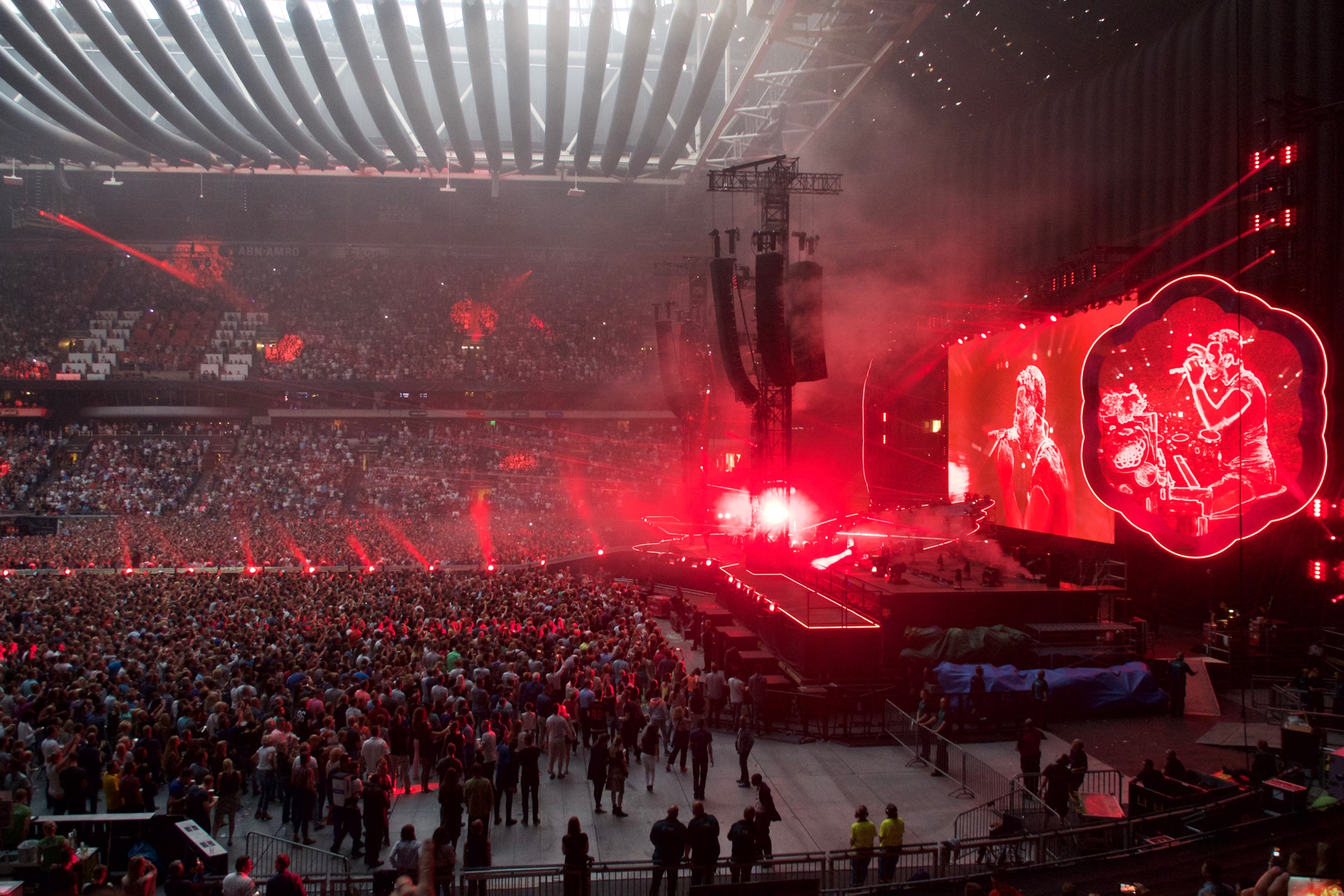
Concierto de Coldplay en el Johan Cruyff Arena durante 2016.

El Johan Cruyff Arena está ubicado en la capital neerlandesa y su dirección es Arena Boulevard 1, 1101 AX Amsterdam Zuidoost. El acceso al recinto deportivo se puede realizar fácilmente por medio del transporte público de Ámsterdam, por medio de tren, metro o bus.
Las estaciones de tren más cercanas son la estación Duivendrecht, a 15 minutos, y la estación Bijlmer, a 5 minutos. El acceso al estadio mediante tren ha sido clasificado por las autoridades como «de fácil acceso».
Las líneas de bus que poseen dentro de su recorrido al Johan Cruyff Arena son la 158, 174, 177 y 178.
Tanto la estación Strandvliet como la estación Bijlmer Arena del Metro de Ámsterdam se encuentran aproximadamente a 5 minutos del estadio y son recorridas por las líneas 50 y 54.

## Eventos

#### Eurocopa 2000
- El Johan Cruyff Arena albergó cinco juegos de la Eurocopa 2000.

| Fecha               | Selección #1 | Resultado      | Selección #2    | Ronda                 | Espectadores |
| ------------------- | ------------ | -------------- | --------------- | --------------------- | ------------ |
| 11 de junio de 2000 | Países Bajos | 1–0            | República Checa | Primera fase, Grupo D | 50.000       |
| 18 de junio de 2000 | Eslovenia    | 1–2            | España          | Primera fase, Grupo C | 45.000       |
| 21 de junio de 2000 | Francia      | 2–3            | Países Bajos    | Primera fase, Grupo D | 50.000       |
| 24 de junio de 2000 | Turquía      | 0–2            | Portugal        | Cuartos de final      | 37.000       |
| 29 de junio de 2000 | Países Bajos | 0–0 (1–3 pen.) | Italia          | Semifinal             | 51.300       |

#### Eurocopa 2020
- El Johan Cruyff Arena albergó cuatro partidos de la Eurocopa 2020.
| Fecha               | Selección #1        | Resultado | Selección #2 | Ronda                 | Espectadores |
| ------------------- | ------------------- | --------- | ------------ | --------------------- | ------------ |
| 13 de junio de 2021 | Países Bajos        | 3–2       | Ucrania      | Primera fase, Grupo A | 15 837       |
| 17 de junio de 2021 | Países Bajos        | 2–0       | Austria      | Primera fase, Grupo A | 15 243       |
| 21 de junio de 2021 | Macedonia del Norte | 0–3       | Países Bajos | Primera fase, Grupo A | 15 227       |
| 26 de junio de 2021 | Gales               | 0–4       | Dinamarca    | Octavos de final      | 14 645       |